# LIBRIS
LIBRIS (Library Information System) je skupni katalog švedskih akademskih in raziskovalnih knjižnic, ki ga vzdržuje Nacionalna knjižnica Švedske v Stockholmu. V katalogu je približno 6,5 milijonov naslovov.